# Торрекампо
Торрекампо (ісп. Torrecampo) — муніципалітет в Іспанії, у складі автономної спільноти Андалусія, у провінції Кордова. Населення — 1291 особа (2010).
Муніципалітет розташований на відстані близько 230 км на південь від Мадрида, 65 км на північ від Кордови.

## Демографія
Динаміка населення (INE ):

## Галерея зображень

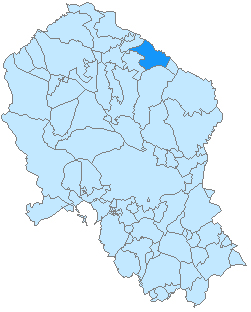
Розташування муніципалітету у провінції Кордова